# Dettey
Dettey ist eine französische Gemeinde mit 88 Einwohnern (Stand 1. Januar 2022) im Département Saône-et-Loire in der Région Bourgogne-Franche-Comté (vor 2016 Bourgogne). Die Gemeinde gehört zum Arrondissement Autun und zum Kanton Autun-2 (bis 2015 Mesvres). 

## Geografie
Dettey liegt etwa 22 Kilometer südsüdwestlich vom Stadtzentrum von Autun. Umgeben wird Dettey von den Nachbargemeinden La Tagnière im Norden und Osten, Saint-Eugène im Süden, La Boulaye im Südwesten, Charbonnat im Westen sowie Saint-Nizier-sur-Arroux im Nordwesten.

## Bevölkerungsentwicklung
| Jahr                      | 1962 | 1968 | 1975 | 1982 | 1990 | 1999 | 2006 | 2013 | 2019 |
| Einwohner                 | 203  | 186  | 152  | 144  | 118  | 107  | 99   | 88   | 85   |
| Quelle: Cassini und INSEE |      |      |      |      |      |      |      |      |      |

## Sehenswürdigkeiten

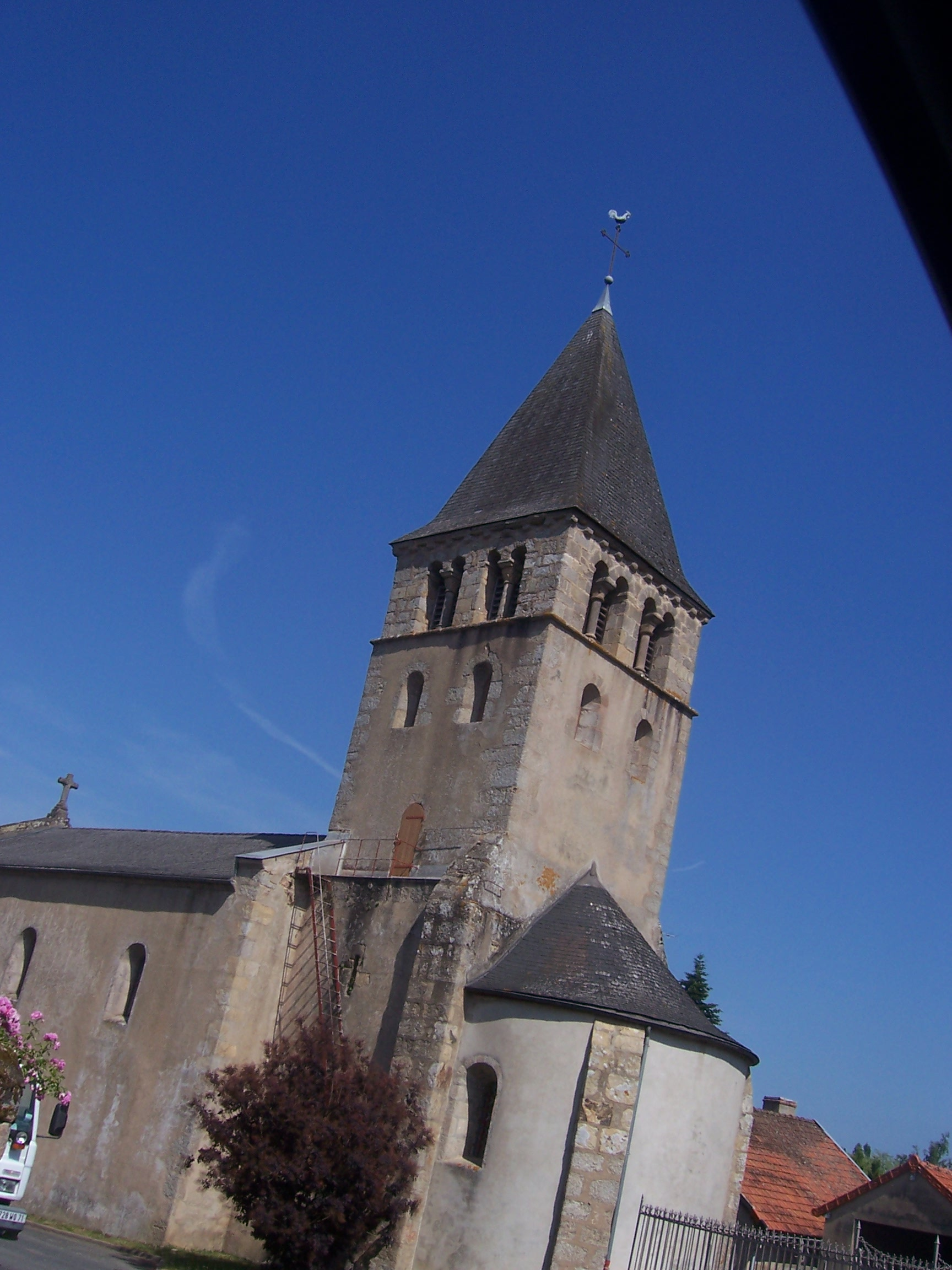
Kirche Saint-Martin

- Kirche Saint-Martin aus dem 11. Jahrhundert